# Cratere Anyte
Anyte è un cratere sulla superficie di Mercurio.